# قناة الرياضية الإيرانية
قناة الرياضية الإيرانية (بالفارسية: شبکه ورزش) ، وتسمى رسمياً القناة الرياضية في الجمهورية الإسلامية الإيرانية (شبکه ورزش سیمای جمهوری اسلامی ایران) ، هي قناة رسمية تابعة لإذاعة جمهورية إيران الإسلامية التي تملكها الحكومة الإيرانية، أسست بتاريخ 18 يوليو 2012م، وتعمل على أقمار عرب سات وإنتل سات وإيران سات، تقوم القناة الرياضية بنقل بطولات الاتحاد الإيراني لكرة القدم مثل الدوري الإيراني لكرة القدم وبطولات أخرى مثل دوري أبطال آسيا وكأس الأمم الأسيوية.